# St-Didier (Villiers-le-Bel)

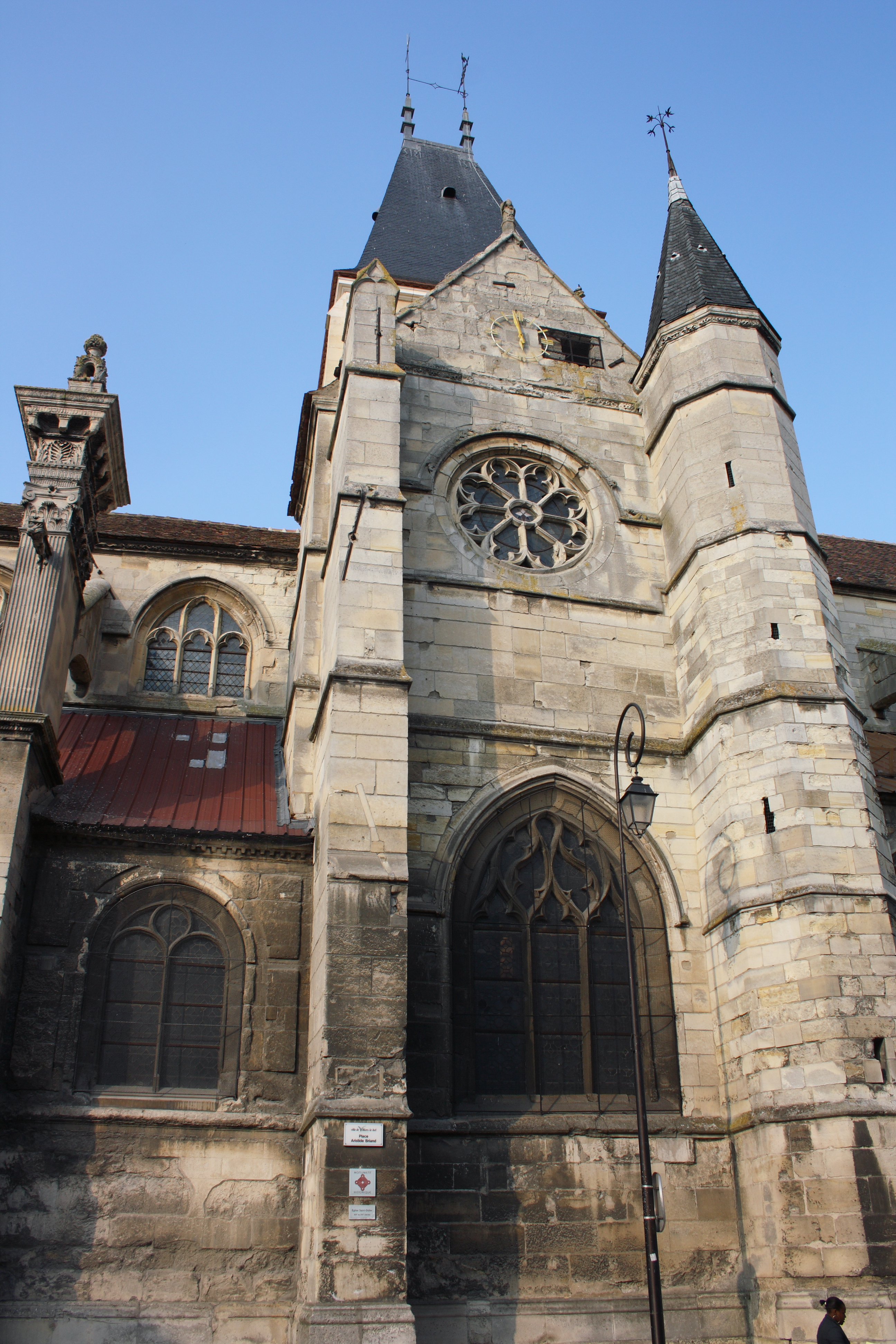
Pfarrkirche Saint-Didier in Villiers-le-Bel

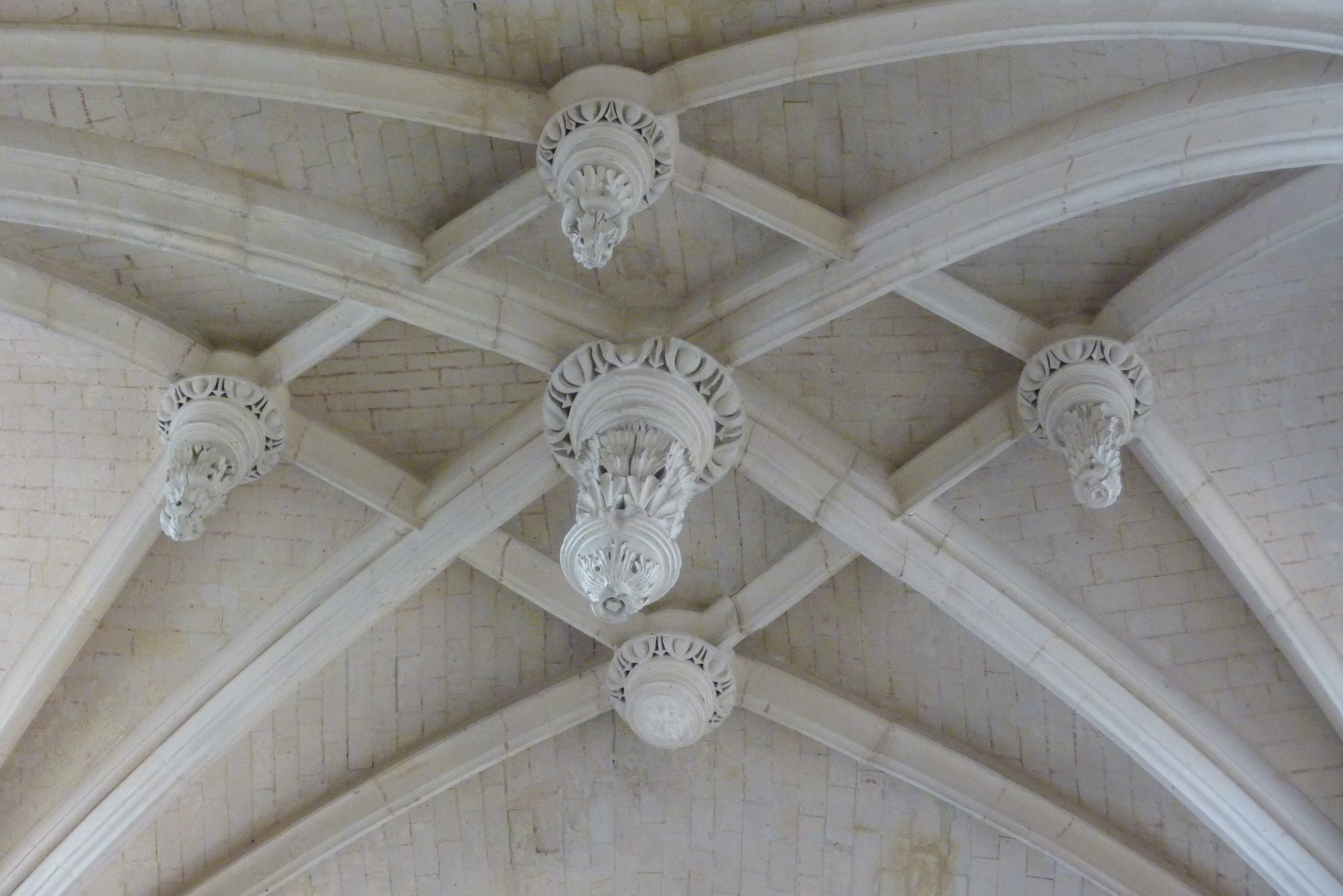
Gewölbe mit Schlusssteinen

Die katholische Pfarrkirche Saint-Didier in Villiers-le-Bel, einer Gemeinde im Département Val-d’Oise in der französischen Region Île-de-France, wurde im 13. Jahrhundert im Stil der Gotik begonnen. Weitere Bauphasen folgten im 15. und 16. Jahrhundert, in denen die Kirche im Stil der Spätgotik und Renaissance umgestaltet wurde. Im 17. Jahrhundert erhielt die Kirche eine barocke Ausstattung. Seit 1931 steht die Kirche als Monument historique auf der Liste der Baudenkmäler in Frankreich.

## Geschichte
In einer Urkunde aus dem Jahr 1124 wird die Vorgängerkirche, die der Abtei Saint-Victor in Paris unterstand, erwähnt. Diese Kirche erhielt in der ersten Hälfte des 12. Jahrhunderts Reliquien des Bischofs von Évreux, des hl. Ethernus, dem die Kirche ursprünglich geweiht war.
Im 13. Jahrhundert begann man mit den Bauarbeiten der heutigen Kirche. Aus dieser Zeit sind die Fassade und die Wand des südlichen Seitenschiffs erhalten. Um 1220 entstand das mächtige Querhaus. Zwischen 1486 und 1498 wurde der rechtwinklig geschlossene Chor angebaut, zwischen 1546 und 1579 wurden Haupt- und Seitenschiffe neu eingewölbt. 1575 baute man einen neuen Vierungsturm. Im 16. Jahrhundert erwarb die Adelsfamilie Montmorency das Patronatsrecht und beauftragte für die Ausgestaltung des Gebäudes Künstler und Handwerker wie die Glasmaler Nicolas Deloys und Antoine Porcher, die auch an anderen Bauten der Familie tätig waren. Auf Bitten von Anne de Montmorency bekam die Kirche 1561 Reliquien des hl. Desiderius von Langres (Didier de Langres), des Bischofs von Langres, dessen Patrozinium die Kirche heute besitzt.
Der mit Getreide und Weinbau erwirtschaftete Reichtum ermöglichte die barocke Ausstattung im 17. Jahrhundert. 1672 wurde an das nördliche Seitenschiff eine Kapelle angebaut. Im 19. Jahrhundert wurden umfangreiche Restaurierungsarbeiten durchgeführt und der Glockenturm neu aufgebaut. Da sich der südwestliche Vierungspfeiler verschoben hatte, war der Turm instabil geworden und musste 2007 erneut abgetragen werden. Er wurde unter Beibehaltung des Dachstuhls und des Dachs originalgetreu wieder aufgebaut. 2010 waren die Arbeiten abgeschlossen und die vier Glocken wurden wieder eingebaut.

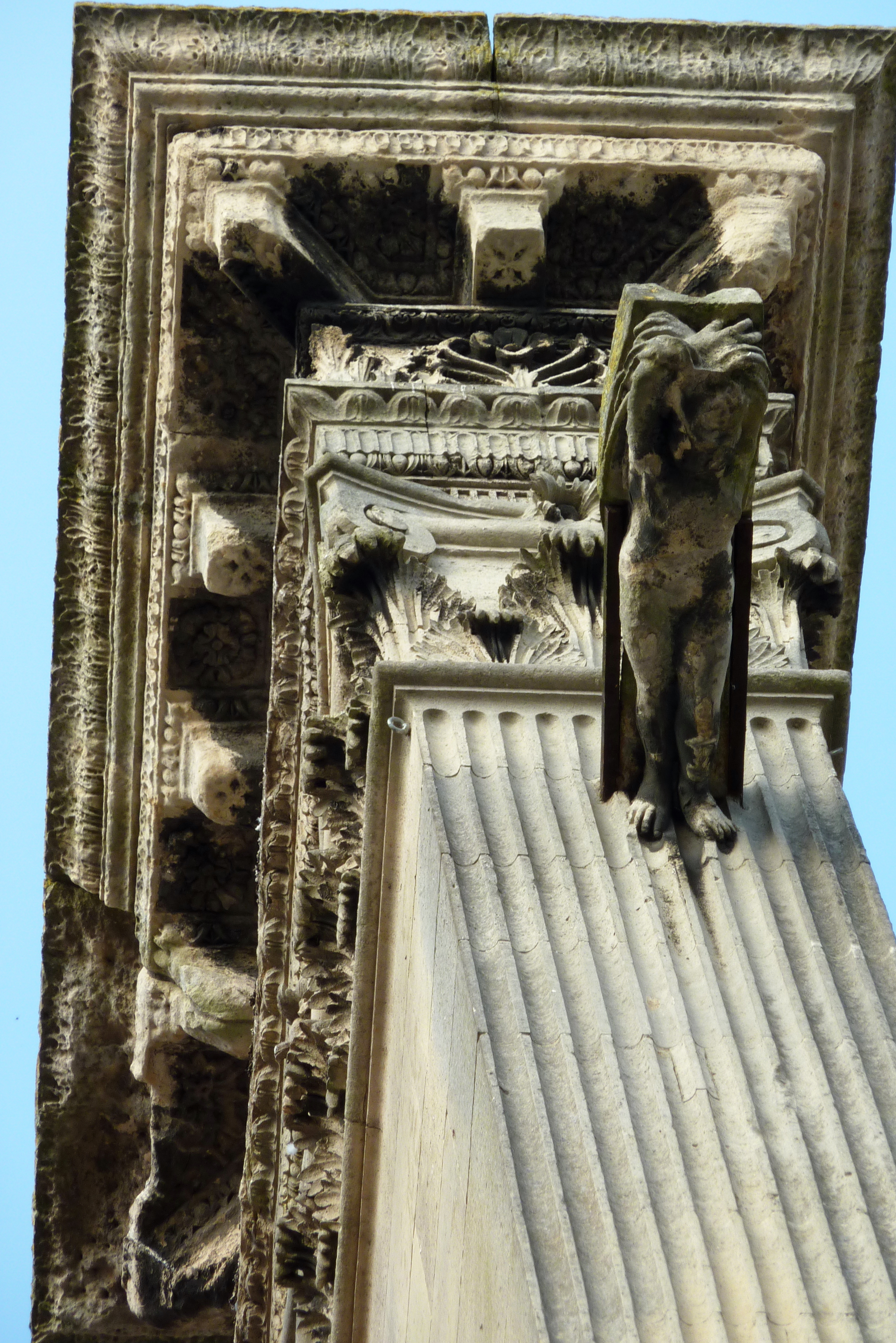
Strebepfeiler und falscher Wasserspeier, „Eva“

## Architektur

### Außenbau
An der Südseite befindet sich der Eingang, ein von einem Korbbogen gerahmtes und mit einem Tympanon im Flamboyantstil verziertes Portal aus dem 16. Jahrhundert. Die Strebepfeiler der Südseite sind mit Jahreszahlen (1572, 1550 und 1554) und skulptierten Aufbauten versehen. Auf zwei Strebepfeilern ragen falsche Wasserspeier mit nackten Figuren hervor, die als Adam und Eva gedeutet werden.

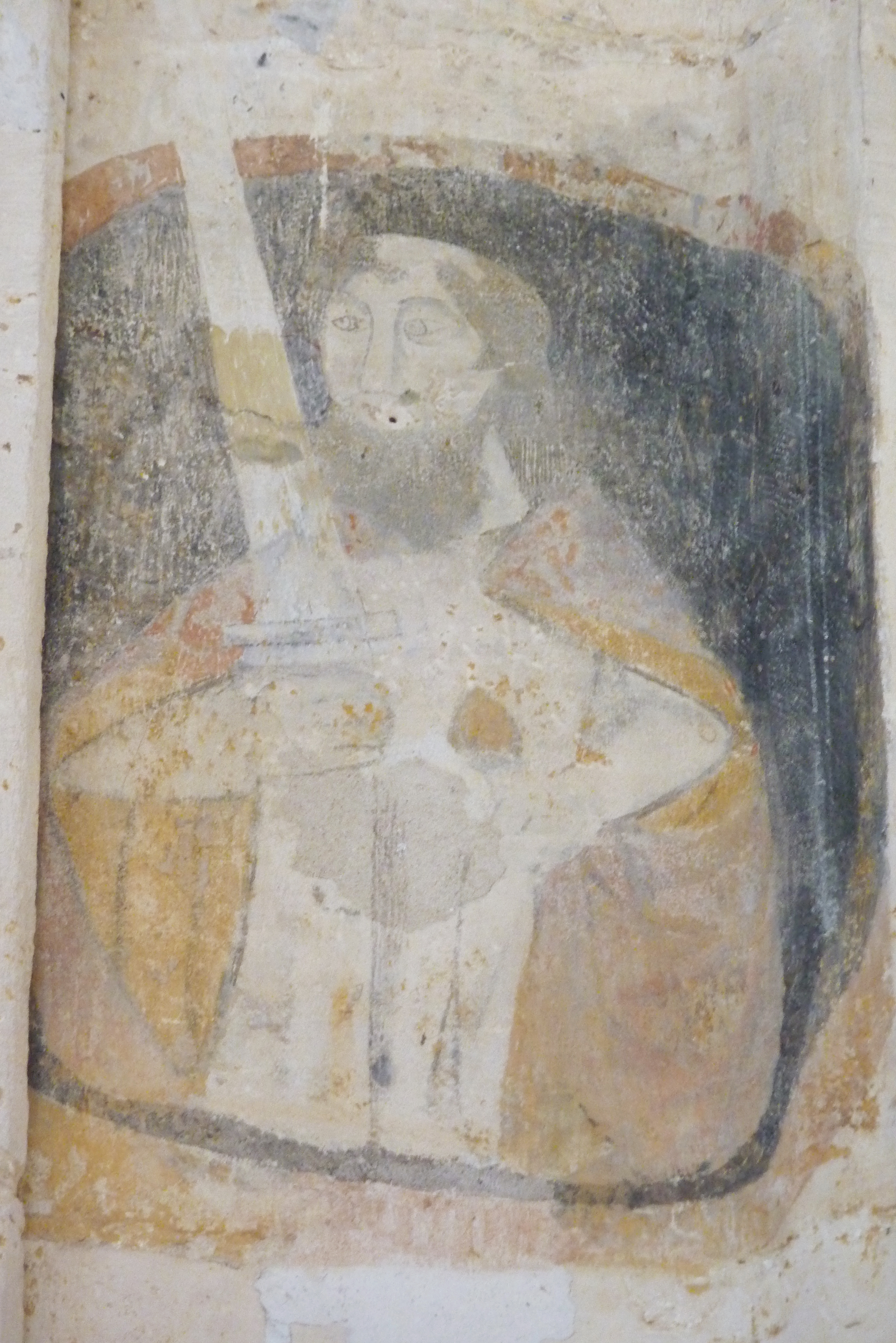
Fragment mittelalterlicher Wandmalerei

### Innenraum

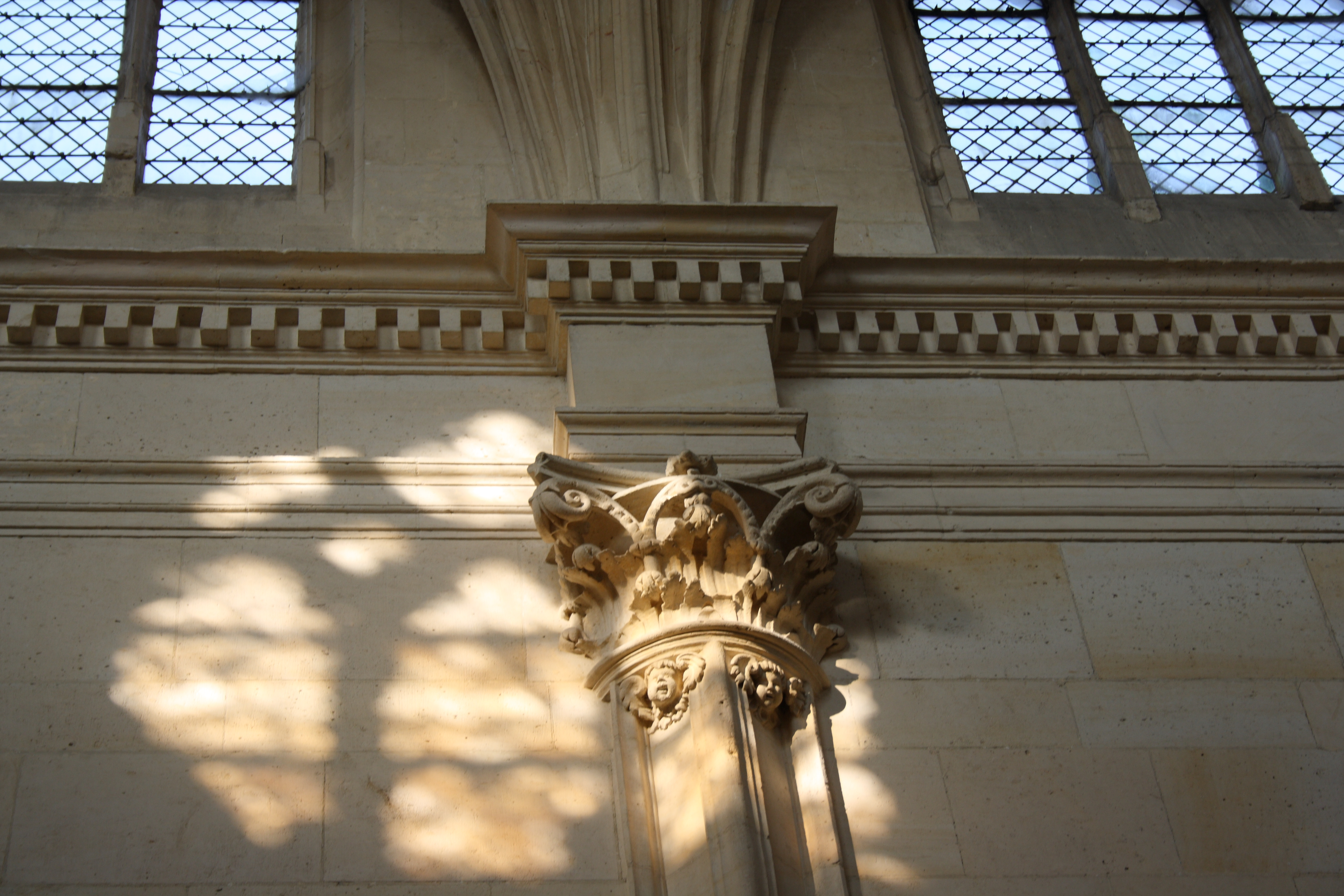
Kapitell an der Nordseite des Hauptschiffs

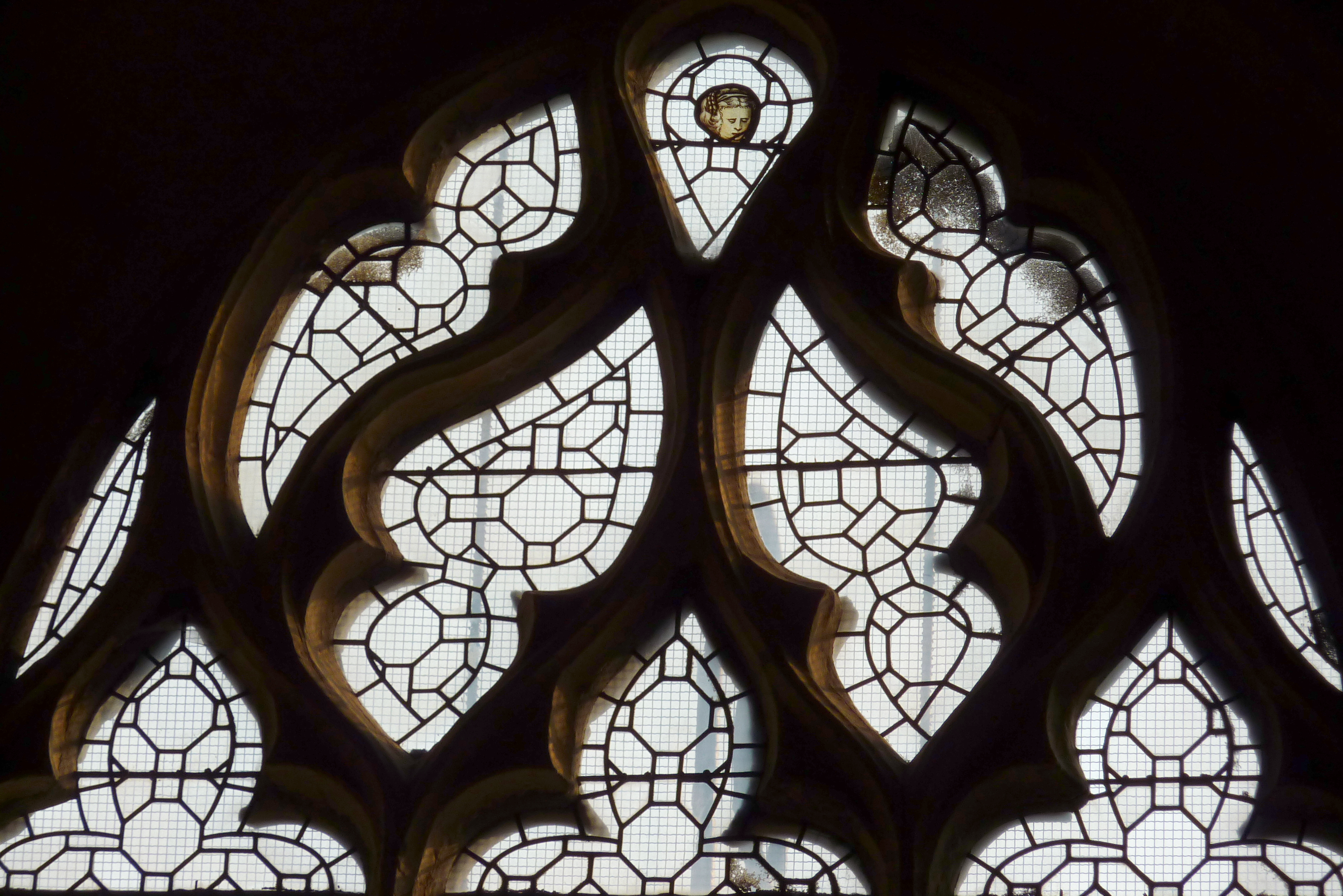
Maßwerkfenster mit einem Fragment aus dem 13. Jahrhundert (Engelskopf)

Das dreischiffige Langhaus ist in vier Joche gegliedert. Zwischen Chor und Langhaus liegt das einjochige Querschiff. Über den Spitzbogenarkaden der Querhausarme verläuft ein Triforium mit Dreipassbögen, über dem sich eine Rosette öffnet. Die Stirnseite des Chores wird von einem vierteiligen Maßwerkfenster im Flamboyantstil durchbrochen.
Das Hauptschiff wird von einem Netzgewölbe mit großen, skulptierten Schlusssteinen überspannt. Die Arkaden des südlichen Seitenschiffes ruhen auf Sechskantpfeilern und Halbsäulen, deren Kapitelle mit kleinen Figuren versehen sind. Die Pilaster und Halbsäulen der Nordseite besitzen korinthische Kapitelle im Stil der Renaissance und sind mit Engelsköpfen verziert.
Teilweise sind noch Reste von Wandmalereien erhalten. Auf einer Säule im Chor ist Christus dargestellt, ein Fragment eines gemalten Kreuzwegs, das in das ausgehende Mittelalter datiert wird. Auf einer anderen Säule im Chor ist der Apostel Petrus zu erkennen.
Von den Bleiglasfenstern des 13. Jahrhunderts ist nur noch eine Scheibe mit der Darstellung eines Engelskopfes erhalten. Sie ist in das Maßwerk eines Fensters des südlichen Seitenschiffes eingebaut.

## Ausstattung
Der Hochaltar wurde 1635 geschaffen. Auf den Gemälden sind der hl. Desiderius, der Schutzpatron der Kirche, und der hl. Viktor, der Patron der Abtei Saint-Victor, zu der die Kirche bis ins 16. Jahrhundert gehörte, dargestellt.

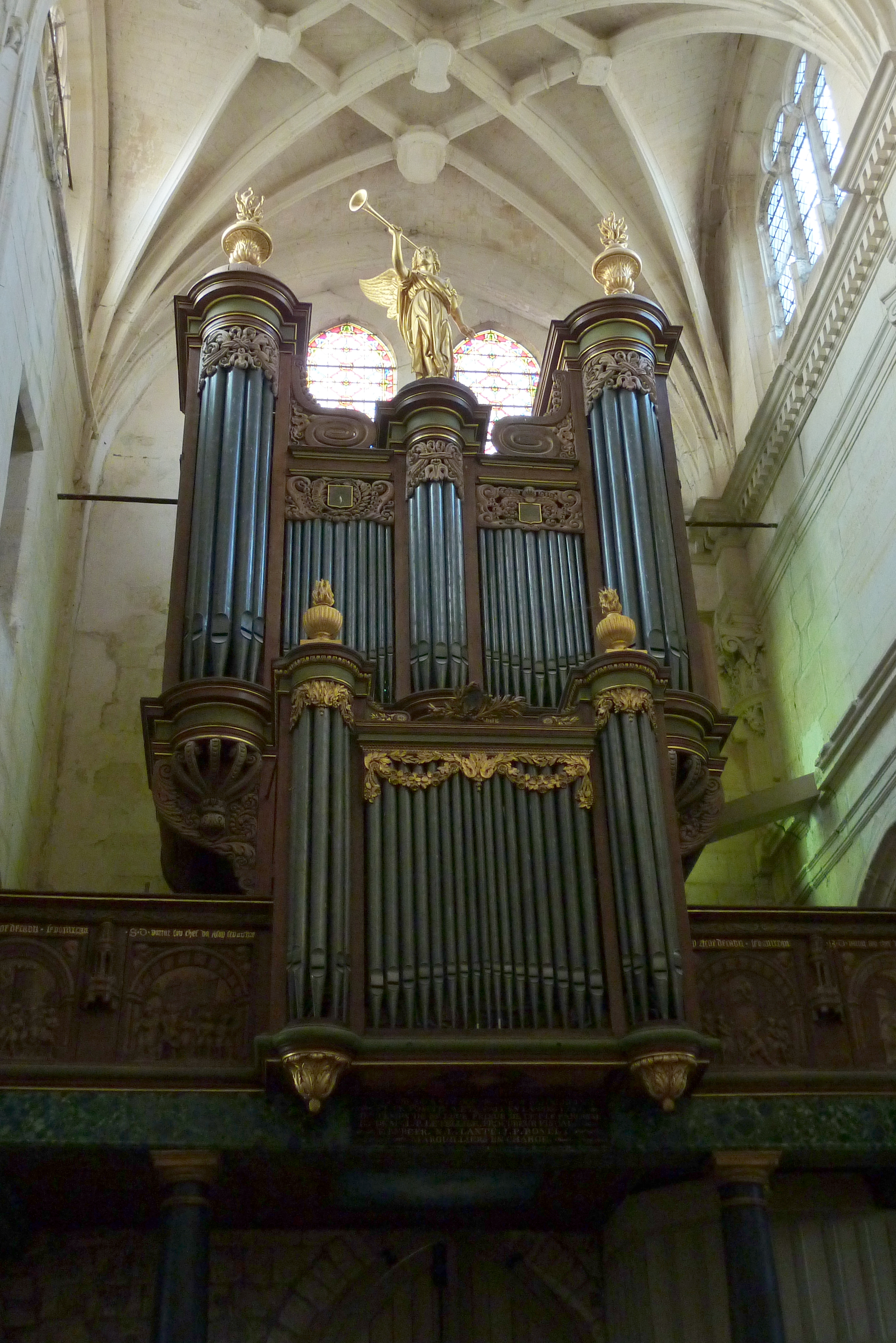
Blick auf die Orgel

## Orgel
Der Orgelprospekt aus Eichenholz stammt aus dem 17. Jahrhundert. Im 18. Jahrhundert wurde die Orgel von den Orgelbauern Jean Somer und Deschamps mehrfach umgebaut. Die Holztafeln der Orgelempore sind mit Reliefs verziert und stellen Szenen aus dem Leben des hl. Desiderius dar. Vermutlich wurden dabei Teile aus dem 16. Jahrhundert wiederverwendet. Auf dem Orgelgehäuse thront eine große vergoldete Engelsfigur mit einer Posaune. 1939 wurde die Orgel in die Liste der Monuments historiques aufgenommen. 1982 wurde sie von dem Orgelbauer Pascal Quoirin restauriert. Das Instrument hat 27 Register auf drei Manualen und Pedal. Die Trakturen sind mechanisch.
| I Rückpositiv C–d3 |        |
| Montre             | 8′     |
| Bourdon            | 8′     |
| Prestant           | 4′     |
| Nasard             | 2 ⁄3′  |
| Doublette          | 2′     |
| Tierce             | 1 3⁄5′ |
| Plein-Jeu IV       |        |
| Trompette          | 8′     |
| Cromorne           | 8′     |
| Hautbois           | 8′     |

| II Grand Orgue C–d3 |        |
| Montre              | 8′     |
| Second              | 8′     |
| Bourdon             | 8′     |
| Prestant            | 4′     |
| Nasard              | 2 ⁄3′  |
| Quarte              | 2′     |
| Tierce              | 1 3⁄5′ |
| Cornet V            |        |
| Fourniture IV       |        |
| Cymbale III         |        |
| Trompette           | 8′     |
| Voix Humaine        | 8′     |
| Clairon             | 4′     |

| III Recit c1–g3 |    |
| Cornet V        | 8′ |

| Pedalwerk C–a1 |    |
| Flûte          | 8′ |
| Trompette      | 8′ |
| Clairon        | 4′ |